# Daniel Rodríguez Serrano
Daniel Rodríguez Serrano (Casanueva, Granada, 26 de enero de 1995) es un atleta español que compite en carreras de velocidad. Ganó una medalla de bronce en los Juegos Mediterráneos de 2022, en la prueba de 200 m.
Ha sido campeón de España de 200 metros y relevo 4 × 100 al aire libre en 2020. Además, ha sido campeón de 200 m en pista cubierta en los años 2017, 2019, 2020, 2021 y 2022. En 2021 también se proclamó campeón de España de los 60 metros, completando el doblete.
En 60 metros ha obtenido su mejor marca, con 6.62 segundos, el 18 de febrero de 2023, lo que le permitió obtener el Campeonato de España en pista cubierta 2023, celebrado en Gallur (Madrid), España.